# Rhopalocarpus lucidus
Rhopalocarpus lucidus là một loài thực vật có hoa trong họ Sphaerosepalaceae. Loài này được Bojer miêu tả khoa học đầu tiên năm 1846.